# پالاسوئلس د مونیو
پالاسوئلس د مونیو (به اسپانیایی: Palazuelos de Muñó) یک شهرستان در اسپانیا است.